# Gossip Girl
Gossip Girl er en amerikansk ungdomstv-serie, der er baseret på en populær serie af ungdomsbøger af samme navn, skrevet af Cecily von Ziegesar. Serien blev sendt i USA på The CW og i Danmark på TV2 Zulu. 
Serien handler om Blair Waldorf som er "The Queen B" blandt pigerne på Constance Billard privatskole i New York. Men Blairs tilsyneladende perfekte tilværelse med også den tilsyneladende perfekte kæreste Nate Archibald bliver bragt ud af kurs, da hendes tidligere bedste veninde Serena van der Woodsen vender tilbage fra kostskolen. Serenas tilbagekomst sætter gang i en af mange konflikter på Upper East Side. Dette igangsætter hele seriens handling, nemlig drama, venskaber og de følgende problemer der kan være i unges interaktioner med hinanden. Igennem serien følger man vennegruppen bestående af Dan, Serena, Nate, Blair og Chuck igennem deres fælles konflikter og udfordringer. I løbet af serien er der mange bipersoner som spiller store roller på kryds og tværs, og de er med til at belyse hovedpersonernes måde at modne på gennem konflikter. Udover det, handler serien også om den overklasse der kan findes i New York, og serien belyser hvordan drama er, når det er mest ekstremt. 

## Handling
Gossip Girl handler om en gruppe privilegerede unge, der bor på New Yorks Upper East Side, hvor pigerne går på Constance Billard og drengene går på St. Judes.
Serena van der Woodsen er "Upper East Sides it girl". Hendes bedste veninde, Blair Waldorf, er "The Queen" og bliver derfor kaldt "Queen B". 
Hovedpersonerne i Gossip Girl er Dan, Nate, Chuck, Serena og Blair. Udover hovedpersonerne spiller hver persons familie en stor rolle i serien. Man følger deres hverdag igennem 6 sæsoner, hvor man får et indblik i, hvordan overklasse miljøet kan være. Man ser, hvordan de unge mennesker i serien bedrager hinanden, holder sammen og løser konflikter. Pilotafsnittet af showet følger den første bog i Gossip Girl-serien, men efterfølgende begynder showet at adskille sig fra bøgerne med forskellige historier. 
Den første sæsons primære fokus er Serenas pludselige tilbagevenden til Upper East Side efter hendes mystiske forsvinden. Oprindeligt menes Serenas engangsknald med Nate Archibald, kæreste til Serenas 
bedste veninde Blair Waldorf, at være Serenas grund til at forlade byen, men nær slutningen af sæsonen ankommer Serenas tidligere veninde, Georgina Sparks, på Upper East Side og afslører at samme nat Serena havde sex med Nate, mødte hun Georgina på Stanhope Hotel, hvor en mand døde i hendes tilstedeværelse under indflydelse af narkotika, mens det blev filmet. Sæsonen kredser også omkring Serenas forhold til outsider Dan Humphrey; Blairs forhold med Nate og hendes affære med hans bedste ven Chuck; en kort romance mellem Serenas mor og Dan fars; Blair og Jennys mentor-protegé forhold; og ankomsten af Dans tidligere bedste veninde, Vanessa Abrams. Sæsonen slutter med afsløringen af Serenas hemmelighed, der forårsager opløsningen af Dan og Serena, og Blair der må tage alene til Europa, eftersom Chuck aldrig dukkede op i lufthavnen. 

## Medvirkende
Hele serien fortælles af den såkaldte Gossip Girl, som spilles af Kristen Bell.
- Blake Lively som Serena van der Woodsen
- Kelly Rutherford som Lily van der Woodsen
- Penn Badgley som Dan Humphrey
- Taylor Momsen Jenny Humphrey
- Matthew Settle som Rufus Humphrey
- Chace Crawford som Nate Archibald
- Ed Westwick som Chuck Bass
- Leighton Meester som Blair Waldorf
- Jessica Szohr som Vanessa Abrams
- Robert John Burke som Bart Bass
- Michelle Trachtenberg som Georgina Sparks
- Margaret Colin som Eleanor Waldorf
- Zuzanna Szadkowski som Dorota Kishlovsky
- Connor Paolo som Eric van der Woodsen

## Produktion

### Manuskript
Tv-serien er skrevet af bl.a. Josh Schwartz og Stephanie Savage, der tidligere har stået bag bl.a. Orange County.